# فهرست جایزه‌ها و نامزدی‌های واکین فینیکس
بازیگر آمریکایی، واکین فینیکس، برای بازی در آثار مختلف نامزد و برنده جوایز متعددی شده‌است. او تاکنون نامزد سه جایزه اسکار، سه بفتا، پنج جایزه انجمن بازیگران فیلم، شش گلدن گلوب و چهار جوایز گزینش منتقدان فیلم شده که برنده یک جایزه اسکار، گلدن گلوب، جایزه گرمی، جایزه ایندیپندنت اسپیریت و همچنین برنده جایزه بهترین بازیگر مرد جشنواره کن شده‌است. او از جشنواره فیلم ونیز، جشنواره منتقدان لس آنجلس برای بهترین بازیگر نیز جایزه گرفته‌است. او و برادرش ریور فینیکس اولین و تنها برادرانی هستند که هردو برای بازیشان نامزد جایزه اسکار شده‌اند.

## جوایز انجمن‌های بزرگ

### اسکار
| اسکار | اسکار         | اسکار                      | اسکار    |       |
| سال   | اثر نامزد شده | رده                        | نتیجه    | منبع  |
| ----- | ------------- | -------------------------- | -------- | ----- |
| ۲۰۰۰  | گلادیاتور     | بهترین بازیگر نقش مکمل مرد | نامزدشده | [ ۲ ] |
| ۲۰۰۶  | سر به راه باش | بهترین بازیگر نقش اول مرد  | نامزدشده | [ ۳ ] |
| ۲۰۱۳  | استاد         | بهترین بازیگر نقش اول مرد  | نامزدشده | [ ۴ ] |
| ۲۰۱۹  | جوکر          | بهترین بازیگر نقش اول مرد  | برنده    | [ ۵ ] |

### بفتا
| جوایز فیلم بفتا | جوایز فیلم بفتا | جوایز فیلم بفتا            | جوایز فیلم بفتا |       |
| سال             | اثر نامزد شده   | رده                        | نتیجه           | منبع  |
| --------------- | --------------- | -------------------------- | --------------- | ----- |
| ۲۰۰۰            | گلادیاتور       | بهترین بازیگر نقش مکمل مرد | نامزدشده        | [ ۶ ] |
| ۲۰۰۶            | سر به راه باش   | بهترین بازیگر نقش اول مرد  | نامزدشده        | [ ۷ ] |
| ۲۰۱۳            | استاد           | بهترین بازیگر نقش اول مرد  | نامزدشده        | [ ۸ ] |
| ۲۰۱۹            | جوکر            | بهترین بازیگر نقش اول مرد  | برنده           | [ ۹ ] |

### گلدن گلوب
| جایزه گلدن گلوب | جایزه گلدن گلوب | جایزه گلدن گلوب                        | جایزه گلدن گلوب |        |
| سال             | اثر نامزد شده   | رده                                    | نتیجه           | منبع   |
| --------------- | --------------- | -------------------------------------- | --------------- | ------ |
| ۲۰۰۰            | گلادیاتور       | بهترین بازیگر نقش مکمل مرد             | نامزدشده        | [ ۱۰ ] |
| ۲۰۰۶            | سر به راه باش   | بهترین بازیگر مرد فیلم موزیکال یا کمدی | برنده           | [ ۱۱ ] |
| ۲۰۱۳            | استاد           | بهترین بازیگر مرد فیلم درام            | نامزدشده        | [ ۱۲ ] |
| ۲۰۱۴            | او              | بهترین بازیگر مرد فیلم موزیکال یا کمدی | نامزدشده        | [ ۱۳ ] |
| ۲۰۱۵            | خباثت ذاتی      | بهترین بازیگر مرد فیلم موزیکال یا کمدی | نامزدشده        | [ ۱۴ ] |
| ۲۰۱۹            | جوکر            | بهترین بازیگر مرد فیلم درام            | برنده           | [ ۱۵ ] |

### گرمی
| جایزه گرمی | جایزه گرمی    | جایزه گرمی                                    | جایزه گرمی |        |
| سال        | اثر نامزد شده | رده                                           | نتیجه      | منبع   |
| ---------- | ------------- | --------------------------------------------- | ---------- | ------ |
| ۲۰۰۷       | سر به راه باش | بهترین موسیقی متن تلفیقی برای رسانه‌های ویژوال | برنده      | [ ۱۶ ] |

### جایزه انجمن بازیگران فیلم
| جایزه انجمن بازیگران فیلم | جایزه انجمن بازیگران فیلم | جایزه انجمن بازیگران فیلم                          | جایزه انجمن بازیگران فیلم |        |
| سال                       | اثر نامزد شده             | رده                                                | نتیجه                     | منبع   |
| ------------------------- | ------------------------- | -------------------------------------------------- | ------------------------- | ------ |
| ۲۰۰۰                      | گلادیاتور                 | عملکرد فوق‌العاده توسط جمعی از بازیگران فیلم - درام | نامزدشده                  | [ ۱۷ ] |
| ۲۰۰۰                      | گلادیاتور                 | عملکرد فوق‌العاده توسط یک بازیگر مرد در نقش مکمل    | نامزدشده                  | [ ۱۸ ] |
| ۲۰۰۵                      | هتل رواندا                | عملکرد فوق‌العاده توسط جمعی از بازیگران فیلم - درام | نامزدشده                  | [ ۱۸ ] |
| ۲۰۰۶                      | سر به راه باش             | عملکرد فوق‌العاده توسط یک بازیگر مرد در نقش اصلی    | نامزدشده                  | [ ۱۹ ] |
| ۲۰۱۹                      | جوکر                      | عملکرد فوق‌العاده توسط یک بازیگر مرد در نقش اصلی    | برنده                     | [ ۲۰ ] |

## جوایز انجمن‌های کوچک

### آکادمی هنرهای سینمایی و تلویزیونی استرالیا
| آکادمی هنرهای سینمایی و تلویزیونی استرالیا | آکادمی هنرهای سینمایی و تلویزیونی استرالیا | آکادمی هنرهای سینمایی و تلویزیونی استرالیا | آکادمی هنرهای سینمایی و تلویزیونی استرالیا |        |
| سال                                        | اثر نامزد شده                              | رده                                        | نتیجه                                      | منبع   |
| ------------------------------------------ | ------------------------------------------ | ------------------------------------------ | ------------------------------------------ | ------ |
| ۲۰۱۳                                       | او                                         | بهترین بازیگر                              | نامزدشده                                   | [ ۲۱ ] |
| ۲۰۱۹                                       | جوکر                                       | بهترین بازیگر                              | نامزدشده                                   | [ ۲۲ ] |

### جایزه فیلم ایندیپندنت اسپیریت بریتانیا
| جایزه فیلم ایندیپندنت اسپیریت بریتانیا | جایزه فیلم ایندیپندنت اسپیریت بریتانیا | جایزه فیلم ایندیپندنت اسپیریت بریتانیا | جایزه فیلم ایندیپندنت اسپیریت بریتانیا |        |
| سال                                    | اثر نامزد شده                          | رده                                    | نتیجه                                  | منبع   |
| -------------------------------------- | -------------------------------------- | -------------------------------------- | -------------------------------------- | ------ |
| ۲۰۰۳                                   | سربازان بوفالو                         | بهترین بازیگر                          | نامزدشده                               | [ ۲۳ ] |
| ۲۰۱۸                                   | تو هرگز واقعاً اینجا نبودی              | بهترین بازیگر                          | نامزدشده                               | [ ۲۴ ] |

### جایزه ایندیپندنت اسپیریت
| جایزه ایندیپندنت اسپیریت | جایزه ایندیپندنت اسپیریت  | جایزه ایندیپندنت اسپیریت                  | جایزه ایندیپندنت اسپیریت |        |
| سال                      | اثر نامزد شده             | رده                                       | نتیجه                    | منبع   |
| ------------------------ | ------------------------- | ----------------------------------------- | ------------------------ | ------ |
| ۲۰۱۵                     | خباثت ذاتی                | جایزه رابرت آلمن (برای جمع بازیگران فیلم) | برنده                    | [ ۲۵ ] |
| ۲۰۱۹                     | تو هرگز واقعاً اینجا نبودی | بهترین بازیگر نقش اول مرد                 | نامزدشده                 | [ ۲۶ ] |

### هیئت ملی بازبینی فیلم
| جایزه ایندیپندنت اسپیریت | جایزه ایندیپندنت اسپیریت     | جایزه ایندیپندنت اسپیریت | جایزه ایندیپندنت اسپیریت |        |
| سال                      | اثر نامزد شده                | رده                      | نتیجه                    | منبع   |
| ------------------------ | ---------------------------- | ------------------------ | ------------------------ | ------ |
| ۲۰۰۰                     | گلادیاتور / قلم پرها / محوطه | بهترین بازیگر مکمل       | برنده                    | [ ۲۷ ] |

### جایزه ستلایت
| جایزه ستلایت | جایزه ستلایت  | جایزه ستلایت                                   | جایزه ستلایت |        |
| سال          | اثر نامزد شده | رده                                            | نتیجه        | منبع   |
| ------------ | ------------- | ---------------------------------------------- | ------------ | ------ |
| ۲۰۰۱         | گلادیاتور     | بهترین بازیگر نقش مکمل در فیلم - درام          | نامزدشده     | [ ۲۸ ] |
| ۲۰۰۵         | سر به راه باش | بهترین بازیگر نقش اصلی در فیلم - کمدی، موزیکال | نامزدشده     | [ ۲۹ ] |
| ۲۰۱۲         | استاد         | بهترین بازیگر نقش اصلی فیلم - درام             | نامزدشده     | [ ۳۰ ] |
| ۲۰۱۹         | جوکر          | بهترین بازیگر نقش اصلی فیلم - درام             | نامزدشده     | [ ۳۱ ] |

### جایزه ساترن
| جایزه ساترن | جایزه ساترن   | جایزه ساترن   | جایزه ساترن |        |
| سال         | اثر نامزد شده | رده           | نتیجه       | منبع   |
| ----------- | ------------- | ------------- | ----------- | ------ |
| ۲۰۱۴        | او            | بهترین بازیگر | نامزدشده    | [ ۳۲ ] |

### جایزه هنرمند جوان
| جایزه هنرمند جوان | جایزه هنرمند جوان      | جایزه هنرمند جوان                                                                     | جایزه هنرمند جوان |        |
| سال               | اثر نامزد شده          | رده                                                                                   | نتیجه             | منبع   |
| ----------------- | ---------------------- | ------------------------------------------------------------------------------------- | ----------------- | ------ |
| ۱۹۸۵              | بازکشت: معمای دیسلکسیا | بهترین بازیگر جوان در یک فیلم خانوادگی ساخته شده برای تلویزیون (همراه با ریور فینیکس) | نامزدشده          | [ ۳۳ ] |
| ۱۹۹۰              | پدر و مادری            | بهترین بازیگر نقش اول جوان                                                            | نامزدشده          | [ ۳۴ ] |

## جوایز منتقدین

### اتحادیه زنان روزنامه‌نگار سینمایی
| اتحادیه زنان روزنامه‌نگار سینمایی | اتحادیه زنان روزنامه‌نگار سینمایی | اتحادیه زنان روزنامه‌نگار سینمایی                                         | اتحادیه زنان روزنامه‌نگار سینمایی |        |
| سال                              | اثر نامزد شده                    | رده                                                                      | نتیجه                            | منبع   |
| -------------------------------- | -------------------------------- | ------------------------------------------------------------------------ | -------------------------------- | ------ |
| ۲۰۱۳                             | استاد                            | بهترین بازیگر                                                            | نامزدشده                         | [ ۳۵ ] |
| ۲۰۱۴                             | او                               | بهترین بازیگر                                                            | نامزدشده                         | [ ۳۶ ] |
| ۲۰۱۴                             | او                               | بهترین تصویر برهنگی، تمایلات جنسی یا اغواگری (مشترک با اسکارلت جوهانسون) | برنده                            | [ ۳۷ ] |
| ۲۰۱۹                             | جوکر                             | بهترین بازیگر                                                            | نامزدشده                         | [ ۳۸ ] |

### انجمن منتقدان فیلم بوستون
| انجمن منتقدان فیلم بوستون | انجمن منتقدان فیلم بوستون | انجمن منتقدان فیلم بوستون | انجمن منتقدان فیلم بوستون |        |
| سال                       | اثر نامزد شده             | رده                       | نتیجه                     | منبع   |
| ------------------------- | ------------------------- | ------------------------- | ------------------------- | ------ |
| ۲۰۱۹                      | جوکر                      | بهترین بازیگر             | رتبه دوم                  | [ ۳۹ ] |

### انجمن منتقدان فیلم شیکاگو
| انجمن منتقدان فیلم شیکاگو | انجمن منتقدان فیلم شیکاگو | انجمن منتقدان فیلم شیکاگو | انجمن منتقدان فیلم شیکاگو |        |
| سال                       | اثر نامزد شده             | رده                       | نتیجه                     | منبع   |
| ------------------------- | ------------------------- | ------------------------- | ------------------------- | ------ |
| ۲۰۰۵                      | سر به راه باش             | بهترین بازیگر             | نامزدشده                  | [ ۴۰ ] |
| ۲۰۱۳                      | استاد                     | بهترین بازیگر             | نامزدشده                  | [ ۴۱ ] |
| ۲۰۱۸                      | تو هرگز واقعاً اینجا نبودی | بهترین بازیگر             | نامزدشده                  | [ ۴۲ ] |
| ۲۰۱۹                      | جوکر                      | بهترین بازیگر             | نامزدشده                  | [ ۴۳ ] |

### جایزه گزینش منتقدان فیلم
| جایزه گزینش منتقدان فیلم | جایزه گزینش منتقدان فیلم     | جایزه گزینش منتقدان فیلم | جایزه گزینش منتقدان فیلم |        |
| سال                      | اثر نامزد شده                | رده                      | نتیجه                    | منبع   |
| ------------------------ | ---------------------------- | ------------------------ | ------------------------ | ------ |
| ۲۰۰۱                     | گلادیاتور / قلم پرها / محوطه | بهترین بازیگر نقش مکمل   | برنده                    | [ ۲۷ ] |
| ۲۰۰۶                     | سر به راه باش                | بهترین بازیگر نقش اصلی   | نامزدشده                 | [ ۴۴ ] |
| ۲۰۱۳                     | استاد                        | بهترین بازیگر نقش اصلی   | نامزدشده                 | [ ۴۵ ] |
| ۲۰۱۹                     | جوکر                         | بهترین بازیگر نقش اصلی   | برنده                    | [ ۴۶ ] |

### انجمن منتقدان فیلم دالاس‌فورت وورث
| انجمن منتقدان فیلم دالاس‌فورت وورث | انجمن منتقدان فیلم دالاس‌فورت وورث | انجمن منتقدان فیلم دالاس‌فورت وورث | انجمن منتقدان فیلم دالاس‌فورت وورث |        |
| سال                               | اثر نامزد شده                     | رده                               | نتیجه                             | منبع   |
| --------------------------------- | --------------------------------- | --------------------------------- | --------------------------------- | ------ |
| ۲۰۰۱                              | گلادیاتور                         | بهترین بازیگر نقش مکمل            | نامزدشده                          | [ ۴۷ ] |
| ۲۰۰۵                              | سر به راه باش                     | بهترین بازیگر                     | نامزدشده                          | [ ۴۸ ] |
| ۲۰۱۲                              | استاد                             | بهترین بازیگر                     | دوم                               | [ ۴۹ ] |
| ۲۰۱۹                              | جوکر                              | بهترین بازیگر                     | دوم                               | [ ۵۰ ] |

## جوایز فیلم با رأی مردم

### جایزه سینمایی و تلویزیونی ام‌تی‌وی
| جایزه سینمایی و تلویزیونی ام‌تی‌وی | جایزه سینمایی و تلویزیونی ام‌تی‌وی | جایزه سینمایی و تلویزیونی ام‌تی‌وی | جایزه سینمایی و تلویزیونی ام‌تی‌وی |        |
| Year                             | اثر نامزد شده                    | رده                              | نتیجه                            | منبع   |
| -------------------------------- | -------------------------------- | -------------------------------- | -------------------------------- | ------ |
| ۲۰۰۱                             | گلادیاتور                        | بهترین نقش منفی                  | نامزدشده                         | [ ۵۱ ] |
| ۲۰۰۱                             | گلادیاتور                        | بهترین دیالوگ                    | نامزدشده                         | [ ۵۱ ] |
| ۲۰۰۶                             | سر به راه باش                    | بهترین نمایش                     | نامزدشده                         | [ ۵۲ ] |

جایزه برگزیده مردم
| جایزه برگزیده مردم | جایزه برگزیده مردم | جایزه برگزیده مردم             | جایزه برگزیده مردم |        |
| سال                | اثر نامزد شده      | رده                            | نتیجه              | منبع   |
| ------------------ | ------------------ | ------------------------------ | ------------------ | ------ |
| ۲۰۰۸               | شب مال ماست        | مورد علاقه ترین نقش بازیگر مرد | برنده              | [ ۵۳ ] |

### جوایز برگزیده نوجوانان
| جوایز برگزیده نوجوانان | جوایز برگزیده نوجوانان | جوایز برگزیده نوجوانان           | جوایز برگزیده نوجوانان |        |
| سال                    | اثر نامزد شده          | رده                              | نتیجه                  | منیع   |
| ---------------------- | ---------------------- | -------------------------------- | ---------------------- | ------ |
| ۲۰۰۵                   | نردبان ۴۹              | انتخاب بهترین بازیگر فیلم - درام | نامزدشده               | [ ۵۴ ] |